# Febidas
Febidas (em grego Φοιβίδας), general espartano, morto em 378 a.C.
Enquanto comandava o exército espartano, que rumava para Olinto, Febidas ocupou a cadméia (acrópole) de Tebas, em 382 a.C., dando a Esparta o controle sobre a cidade. Em castigo a esta ação não autorizada, ele foi punido - dispensada do comando -, mas os espartanos ficaram com Tebas. O rei espartano Agesilau II não esteve de acordo com a ideia de castigar Febidas, devido a que sua ação havia beneficiado Esparta, argumentando que esse era o único critério pelo qual ele deveria ser julgado.
Vários anos depois, a atuação de Febidas parece ter sido tomada como modelo por outro general para uma atuação similar. Este general foi Esfodrias, que tentou tomar o Pireu, o porto de Atenas.
Em 378 a.C., Febidas foi morto pela cavalaria tebana sob o comando do general tebano Górgidas, enquanto servia como o harmosta, em Téspias.